# Alte Synagoge Bochum

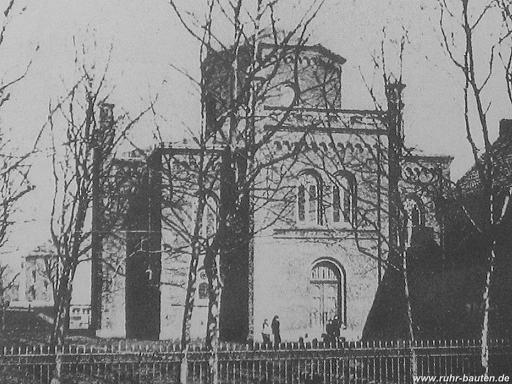
Theodor Haarmanns Synagogenbau in der Wilhelmstraße (1863–1895)

Die Bochumer Synagoge wurde in der damaligen Wilhelmstraße 18, heute Huestraße/Dr.-Ruer-Platz in Bochum, errichtet und 1863 eingeweiht. Sie wurde 1938 zerstört. 2007 wurde die Neue Synagoge Bochum eröffnet.

## Geschichte
Seit 1650 ist ein Betraum für die jüdischen Einwohner in Bochum nachgewiesen. Die erste Synagoge für damals rund 50 Personen bestand spätestens ab 1765. Sie befand sich an der Schützenbahn (heutige Hausnummer 1).
Die Zahl der jüdischen Einwohner stieg ab dieser Zeit stetig an, so dass eine neue, größere Synagoge nötig wurde. Sie wurde ab 1861 in der damaligen Wilhelmstraße 18, heute Huestraße/Dr.-Ruer-Platz, errichtet. Die Synagoge selbst stand von der Straße her gesehen etwas zurückversetzt schräg hinter dem Schulgebäude. Sie wurde von dem ortsansässigen Architekten Theodor Haarmann im neoromanischen Stil entworfen. Der Grundstein wurde am 29. Mai 1861 gelegt. Am 28. August 1863 wurde das Gotteshaus eingeweiht.

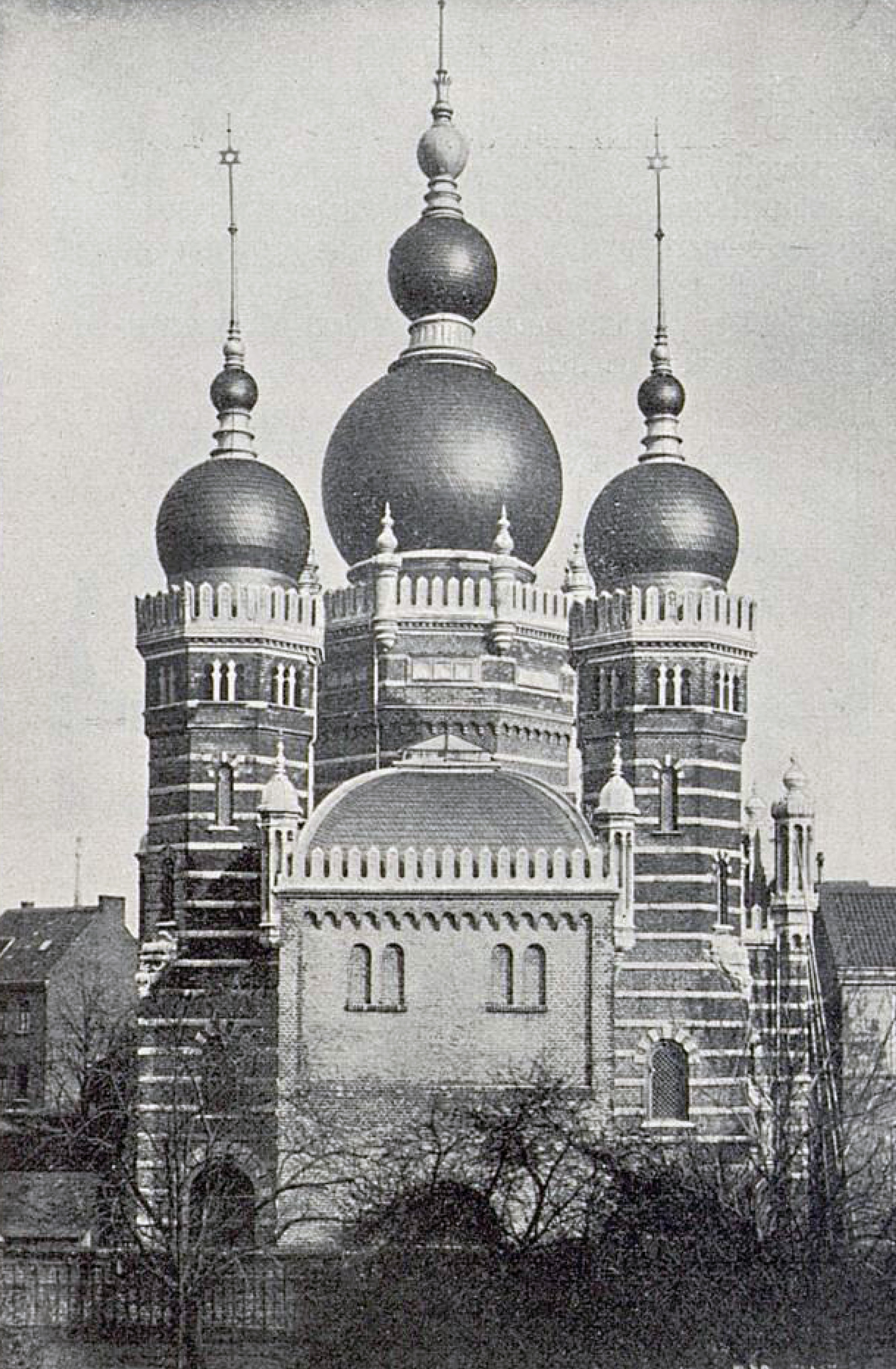
Die Bochumer Synagoge nach dem Umbau 1896

Das Gebäude wurde in den Jahren 1895 und 1896 erweitert, so dass 500 statt 300 Personen Platz darin fanden. Das neoromanische Gebäude wurde nun nach Entwürfen des Kölner Architekten Joseph Seché im maurischen Stil umgestaltet. Der Zentralbau wurde in beide Richtungen verlängert, auf der Ostseite wurde eine Apsis angebaut, der mittig gelegene achteckige Turm wurde erhöht und das Gebäude erhielt eine neue Doppelkuppel. Es wurde mit Ecktürmchen, Zinnenkränzen etc. verziert. Die Einweihung nach dem Umbau fand am 4. September 1896 statt.
Zu diesem Zeitpunkt war der maurisch-orientalische Stil, für den Seché sich entschieden hatte, allerdings schon fast wieder veraltet. Synagogenneubauten wurden um die Jahrhundertwende wieder vorwiegend im neoromanischen Stil errichtet. Offenbar erschien der Jüdischen Gemeinde Bochum die neue Gestalt der Synagoge schon bald nicht mehr angemessen: 1925 wurden Doppelkuppeln, Ecktürmchen und Zinnenkränze wieder entfernt und das Erscheinungsbild der Synagoge der ursprünglichen Gestalt wieder angenähert.
Im Eingangsbereich der Synagoge befand sich eine Gedenktafel für die jüdischen Gefallenen des Ersten Weltkriegs. Auf dieser befand sich auch ein Bronzerelief mit der Darstellung des „Löwen von Juda“. Während der Zerstörung der Synagoge am 9. November 1938 hatte jemand den „Löwen von Juda“ an sich genommen und am nächsten Tag im Haus der jüdischen Familie Baer abgegeben. Die Familie nahm das Relief mit, als sie im Februar 1939 nach Frankreich emigrierten. Die Tochter, Karla Goldberg, schenkte im Jahre 2001 der Stadt Bochum eine Kopie des Bronzelöwen, die 2007 im Eingangsbereich der neuen Synagoge seinen Platz fand.

Nach dem Abriss einiger alter Häuser ist die Synagoge im Mai 1929 besser zu sehen. Die Zeitung Bochumer Anzeiger lobte damals die Schönheit des Gebäudes.

Die Synagoge in der Mitte der Innenstadt, 1931

Mit 1244 Personen erreichte die jüdische Gemeinde in Bochum im Jahr 1930 ihre höchste Mitgliederzahl.
Die Synagoge in der Wilhelmstraße war zusammen mit einem Nachbargebäude (Wilhelmstraße 16) errichtet worden, in dem die Jüdische Volksschule untergebracht wurde. Dieses Gebäude wurde mehrfach umgestaltet und beherbergte Lehrerwohnung, Unterrichtsräumlichkeiten für zeitweise 100 Schüler, Büros für die Gemeindeverwaltung, die Wandererfürsorgestelle, die Bibliothek der Gemeinde und einen Kinderhort.
Gegenüber der Synagoge befand sich ab dem 1. Oktober 1933 der Sitz der Gauleitung der NSDAP Westfalen-Süd.
Die relativ große Synagoge wurde in der Reichspogromnacht vom 9. auf den 10. November 1938 vollständig zerstört. Das Schulgebäude wurde wie die anderen umliegenden Gebäude durch die Feuerwehr geschützt, sein Inneres wurde aber durch die SA verwüstet. Die Mitgliederzahl der jüdischen Gemeinde sank bis 1938 auf 644 Personen.
1938 wurde der Kantor der Gemeinde, Schulleiter und Hauptlehrer Erich Mendel verhaftet und ins KZ Sachsenhausen gebracht. Ab Ende Januar 1939 wurde das Schulgebäude anstelle der bisherigen Synagoge für Gottesdienste genutzt. 1939 ging das Grundstück, auf dem sich Synagoge und Schule befunden hatten, in den Besitz der Stadtsparkasse über. Die Schule wurde 1939 geschlossen, existierte aber als private Schule unter der Lehrerin Else Hirsch noch weiter, bis sie im Sommer 1941 geschlossen wurde.
Dann wurde das dreigeschossige Schulgebäude mit seiner Gründerzeitfassade zum „Judenhaus“ umfunktioniert, in dem 1942 13 jüdische Familien zusammenleben mussten. Heute steht auf dem Grundstück ein Bauwerk der SEB AG.  1943 wurde das Schulgebäude durch einen Bombenangriff zerstört. Wahrscheinlich war die Lehrerin Else Hirsch, die 1942 deportiert worden war, zu diesem Zeitpunkt bereits im Ghetto Riga umgekommen.

## Erinnerungskultur

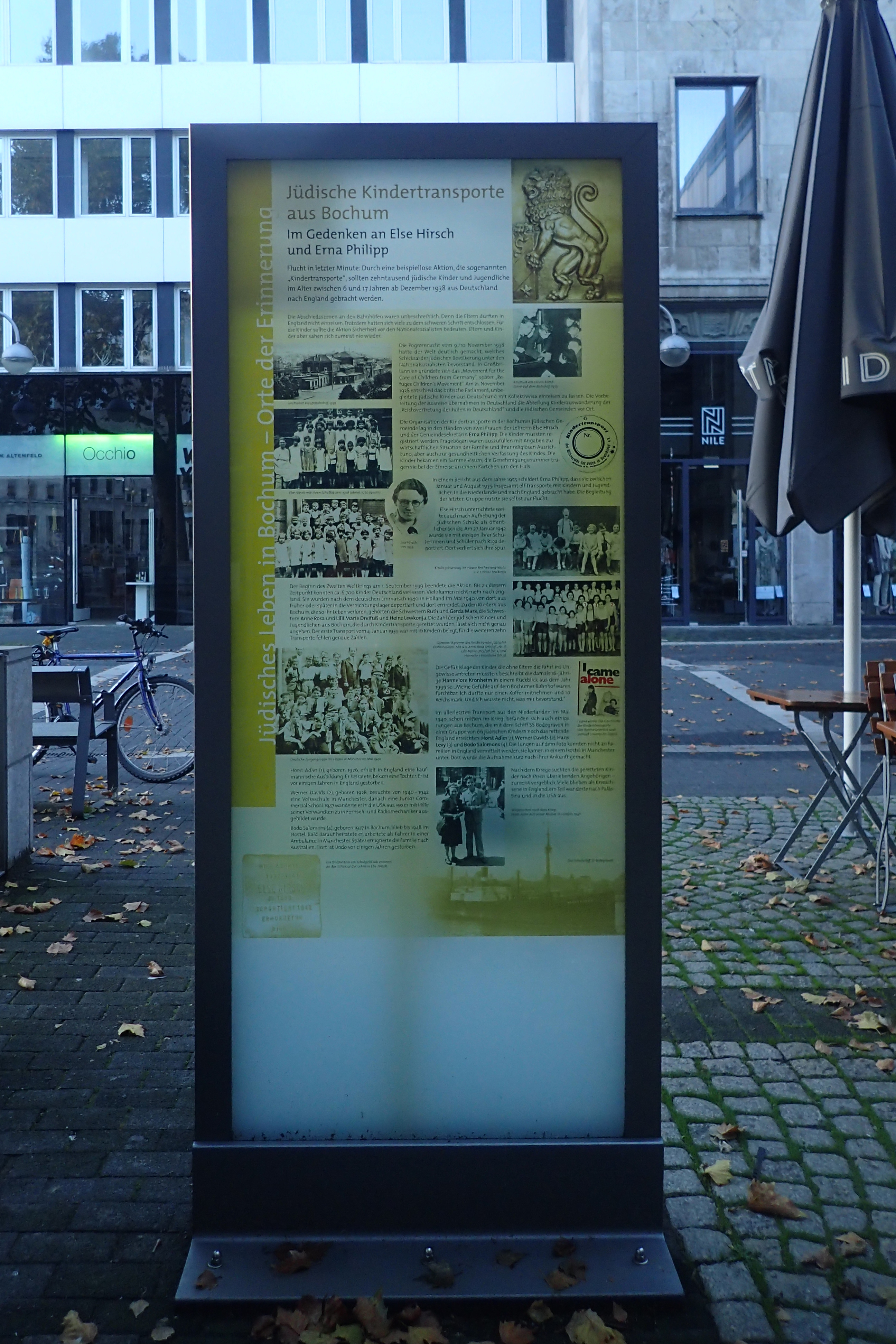
Stele 6
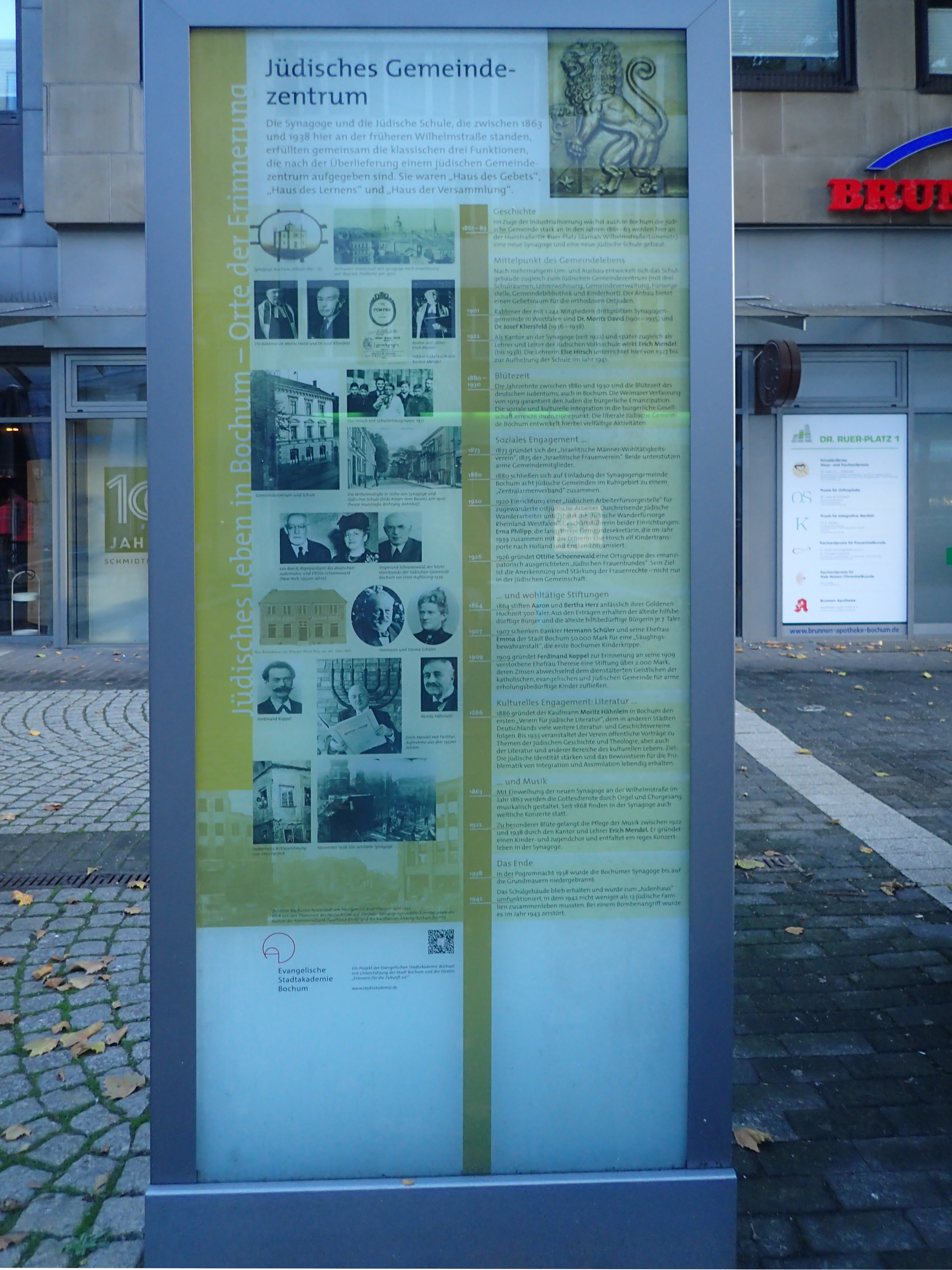
Stele 6

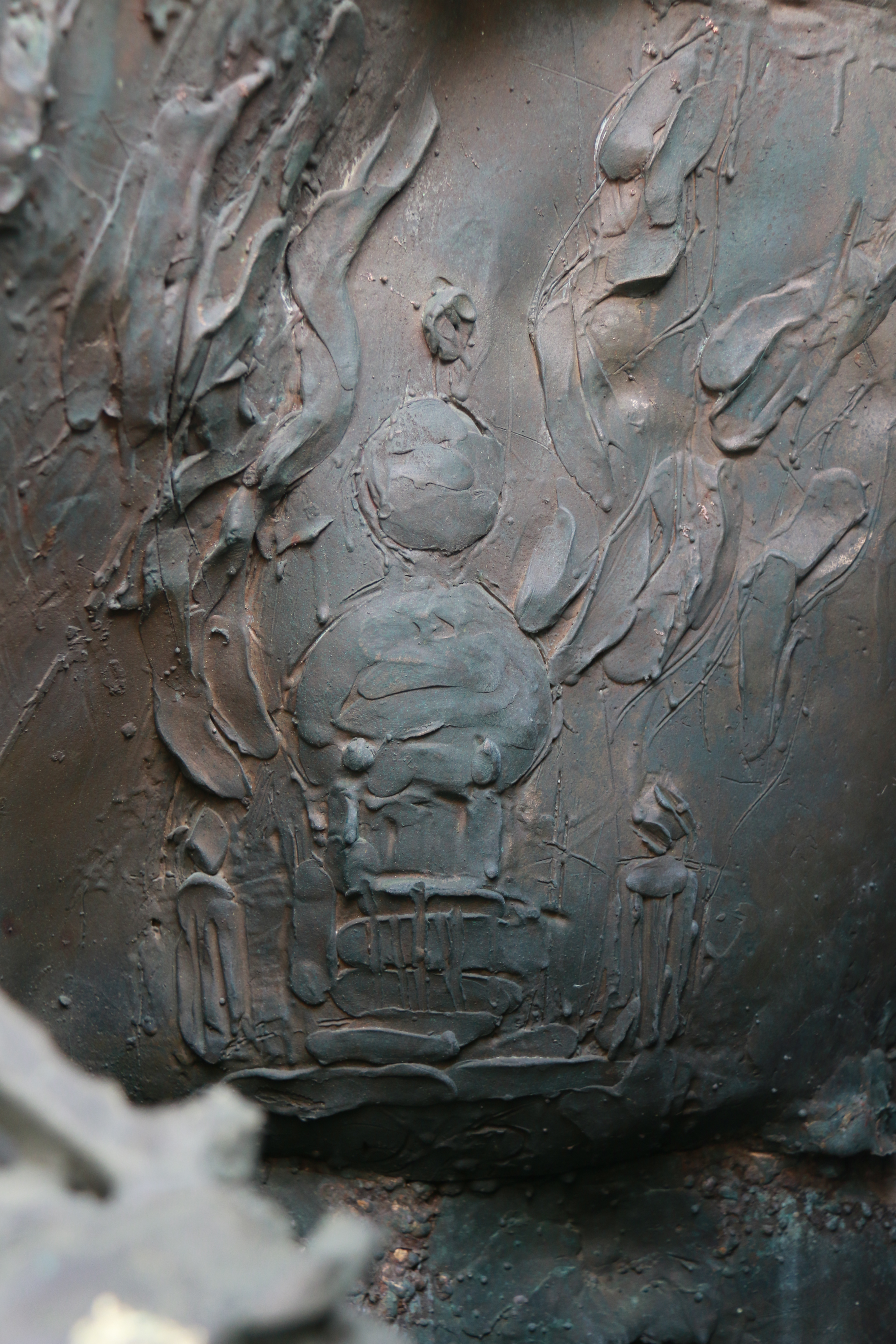
Stilisierte Darstellung bei der Entfaltung der Stadt

An die alte Synagoge in der Wilhelmstraße erinnert eine Gedenktafel an der Seitenwand des Gebäudes Huestraße 30. Sie wurde am 9. November 1968 von dem Oberbürgermeister Heinemann eingeweiht. An der Harmoniestraße wurde am 9. November 2004 eine Stele eingeweiht, welche die Lage der Synagoge zeigt. Auf ihr ist ein Foto der Synagoge, die Stele steht so, wie der ungefähre Blickwinkel in den 1920er gewesen wäre. 2007 wurde eine zweite Stele eingeweiht, welche die bis dahin verlegten Stolpersteine auf einer Karte anzeigt. An dieser Stelle findet seit 2004 jährlich die Gedenkfeier an die Pogromnacht statt.
2017 wurde eine Stele am Dr.-Ruer-Platz / Ecke Huestraße, dem Standort der alten Synagoge und der Jüdischen Schule, aufgestellt. Sie ist Teil des Stelenweges „Jüdisches Leben in Bochum und Wattenscheid“ und erinnert an das jüdische Gemeindezentrum und die jüdischen Kindertransporte aus Bochum.
Die Synagoge wird in der Skulptur Entfaltung der Stadt auf der Kehrseite, bei Krieg und Zerstörung brennend dargestellt.